# Rhinella manu
Espèce
Statut de conservation UICN

 LC  : Préoccupation mineure
Rhinella manu  est une espèce d'amphibiens de la famille des Bufonidae.

## Répartition
Cette espèce est endémique de la province de Paucartambo dans la région de Cuzco au Pérou. Elle  se rencontre entre 2 700 et 2 800 m d'altitude dans la vallée du río Kosñipata.

## Description
Les mâles mesurent de 31,5 à 32,3 mm et les femelles de 32,4 à 41,8 mm.

## Étymologie
Son nom d'espèce lui a été donné en référence au lieu de sa découverte, le parc national de Manú.

## Publication originale
- Chaparro, Pramuk & Gluesenkamp, 2007 : A new species of arboreal Rhinella (Anura : Bufonidae) from cloud forest of southeastern Peru. Herpetologica, vol. 63, no 2, p. 203-212 (texte intégral).